# Das Ziegengesicht

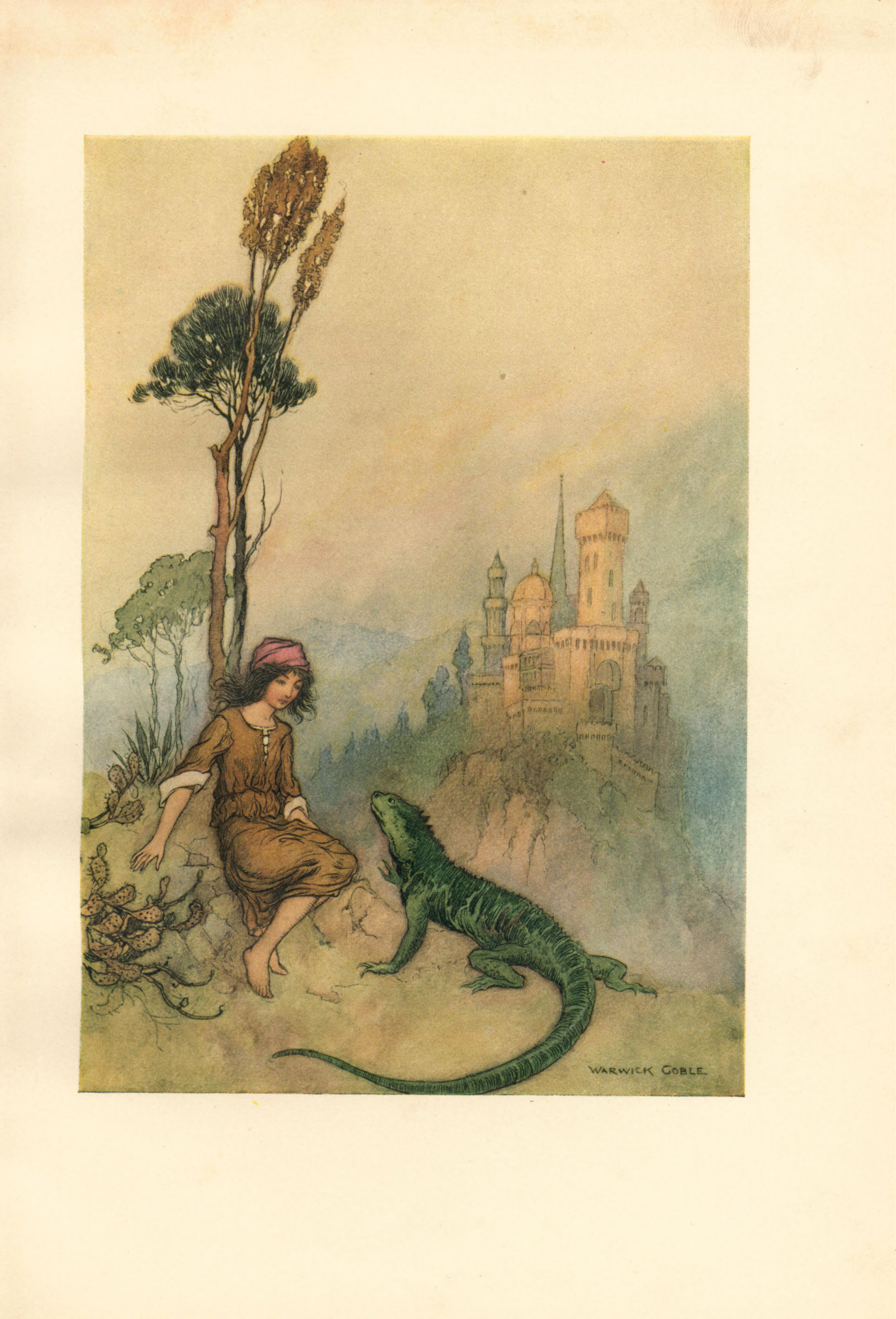
Illustration von Warwick Goble, 1911

Das Ziegengesicht (neapolitanisches Original: La facce de capra) ist ein Märchen (AaTh 710). Es steht in Giambattista Basiles Sammlung Pentameron als achte Erzählung des ersten Tages (I,8).

## Inhalt
Ein armer Landarbeiter wird von einer Fee in Gestalt einer Eidechse zur Herausgabe seiner jüngsten Tochter Renzolla genötigt. Dafür gibt sie ihm Mitgift für die elf anderen, zieht Renzolla im Prunk auf und macht sie mit einem König bekannt, der sich im Wald verirrt hat. Als Renzolla aber ohne ein Wort des Dankes mit ihm davonzieht, verpasst sie ihr ein Ziegengesicht. Deshalb lässt der König sie mit einer Dienerin Flachs spinnen und einen Hund aufziehen, doch sie wirft beides zum Fenster hinaus. Die Fee muss helfen. Als Renzolla sie endlich um Vergebung für ihre Unhöflichkeit bittet, lässt sie sie in einer prächtigen Kutsche vorfahren, so dass der König sie gern aufnimmt.

## Bemerkungen
Am Ende steht Basiles Moral, „daß es immer Nutzen bringt, wenn man sich höflich zeigt“, vgl. III,10 Die drei Feen. Der Märchentyp könnte laut Rudolf Schenda in die frühe Antike zurückreichen und wurde später verchristlicht. Gewöhnlich begegnet der arme Vater dem Monster bei der Arbeit, es entsteht ein Konflikt zwischen wirklicher und übersinnlicher Welt und dem unreifen Kind. Schenda nennt spätere Fassungen: Von dem Pathenkinde des heiligen Franz von Paula bei Gonzenbach, Nr. 20, Domenico Comparettis La Barbuta (1875, Nr. 3), eine Variante bei Cirese/Serafini aus dem 19. Jahrhundert. Thomas Keightley übersetzte den Text 1828 ins Englische, Wolff von dort ins Deutsche (Mythologie der Feen und Elfen, 2. Teil, Weimar 1828, S. 307–318). Er erschien in Kletkes Märchensaal von 1845 als Nr. 6, 1846 kam Liebrechts Übersetzung. Vgl. bei Grimm Marienkind, zur Übergabe des Kindes (Jephtha-Motiv) auch Rapunzel, Das Mädchen ohne Hände, Rumpelstilzchen, Das singende springende Löweneckerchen, Der König vom goldenen Berg, Hans mein Igel, Die Nixe im Teich, zur verbotenen Tür Fitchers Vogel, Blaubart, Das Mordschloß. Walter Scherf interpretiert die Echse als fordernde und versorgende Übermutter, eine kindliche Wunschvorstellung, die nicht gutgehen kann.